# José Fernandes
José Carlos Prates Neves Fernandes (Santarém, 30 de octubre de 1995) es un ciclista portugués.
A finales de 2022 se informó que fue sancionado con tres años de suspensión por posesión de un método prohibido.

## Palmarés
2017
- Vuelta a Portugal del Futuro, más 1 etapa

2018
- Trofeo Joaquim Agostinho[3]

2019
- 3.º en el Campeonato de Portugal Contrarreloj
- 1 etapa del Trofeo Joaquim Agostinho

2021
- 3.º en el Campeonato de Portugal Contrarreloj
- Campeonato de Portugal en Ruta
- 1 etapa del Trofeo Joaquim Agostinho